# Shoshone megye
Shoshone megye az Amerikai Egyesült Államokban, azon belül Idaho államban található. Megyeszékhelye Wallace, legnagyobb városa Kellogg. Lakosainak száma 13 169 fő (2020. április 1.). Shoshone megye Bonner, Clearwater, Latah, Kootenai, Benewah, Sanders és Mineral megyékkel határos.

## Népesség
A megye népességének változása:
| Lakosok száma | 12 719 | 12 669 | 12 704 | 12 690 | 12 432 | 13 169 |
|               | 2010   | 2011   | 2012   | 2013   | 2015   | 2020   |